# Барби и 12 танцующих принцесс
«Барби и 12 танцующих принцесс» (англ. Barbie in the 12 Dancing Princesses) — анимационный фэнтезийный фильм 2006 года. Режиссёром фильма был Грег Ричардсон. Фильм снят по мотивам сказки «12 танцующих принцесс». Фильм является частью серии фильмов о Барби. Главную роль Женевьевы озвучивает Келли Шеридан. Этот фильм был выпущен 19 сентября 2006 года.
Музыка для фильма был написана Арни Ротом. Песня, звучащая в конце фильма в титрах, также написанная Ротом, Эми Пауерсом и Робом Хаднут, была номинирована на премию Emmy 2007.

## Сюжет
У короля-вдовца было 12 дочерей. Он считал, что ни одна из них не похожа на настоящую принцессу. Каждая из принцесс-непосед увлекалась интересными вещами: коллекционированием насекомых, крокетом, ходулями и другим. Все они без исключения любили танцевать и изнашивали по паре туфель каждую неделю. А снабжал их ими молодой башмачник Дерек. Поняв, что принцессам нужно стать серьёзнее, король приглашает свою кузину Ровену для воспитания дочерей. Но полубедная герцогиня приехала с корыстными целями: поработить принцесс, отравить короля и захватить престол. Принцессам нужно остановить Ровену и спасти отца…